# Leah Baird

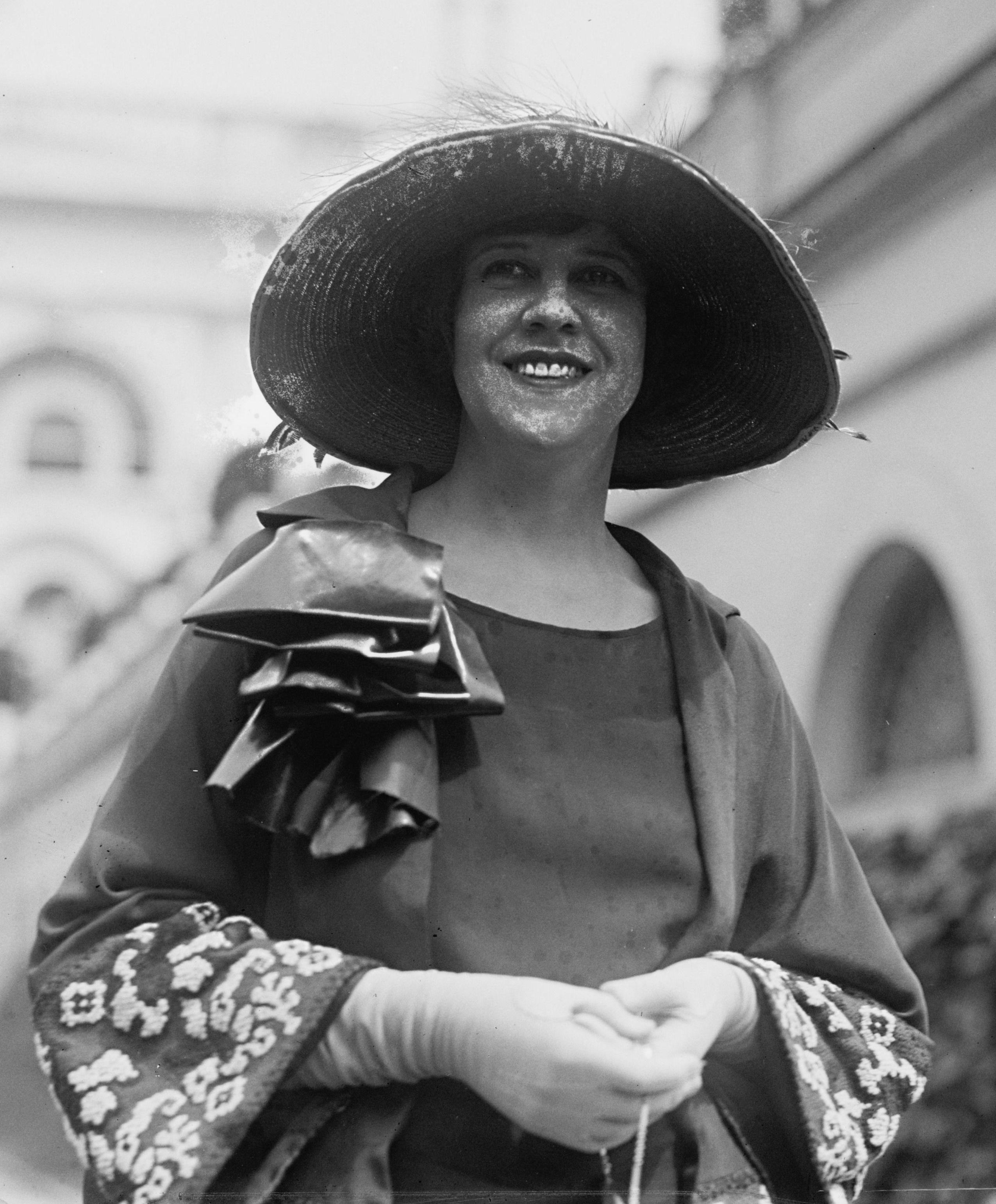
Leah Baird (um 1923)

Leah Baird (* 20. Juni 1883 in Chicago, Illinois als Ada Frankenstein; † 3. Oktober 1971 in Hollywood, Los Angeles, Kalifornien) war eine US-amerikanische Drehbuchautorin und Filmschauspielerin in der Stummfilmära.

## Leben
Im Jahr 1910 begann Leah Baird ihre Karriere als Schauspielerin und schaffte es bereits im Folgejahr durch gehaltvolle Rollen neben William S. Hart und an der Seite von Douglas Fairbanks die Aufmerksamkeit der Kritiker zu gewinnen. In der Tonfilmzeit trat sie hauptsächlich in Nebenrollen und als Drehbuchautorin in Erscheinung.
Am 25. November 1914 heiratete Leah Baird den Filmproduzenten Arthur Beck. Aus der Ehe, die allen Berichten zufolge glücklich verlief, ging eine Tochter hervor. Leah Baird starb an den Folgen einer Leukämie und wurde auf dem Hollywood Forever Cemetery bestattet.

## Filmografie (Auswahl)
Schauspielerin
- 1910: Jean and the Waif (Kurzfilm)
- 1911: The Wooing of Winifred (Kurzfilm)
- 1912: Chumps (Kurzfilm)
- 1912: A Cure for Pokeritis (Kurzfilm)
- 1912: Stenographers Wanted (Kurzfilm)
- 1912: Mrs. Carter’s Necklace (Kurzfilm)
- 1912: The Old Silver Watch (Kurzfilm)
- 1912: Working for Hubby (Kurzfilm)
- 1912: The Way of a Man with a Maid (Kurzfilm)
- 1912: Counsel for the Defense (Kurzfilm)
- 1912: The Spider’s Web (Kurzfilm)
- 1912: The Days of Terror; or, In the Reign of Terror (Kurzfilm)
- 1912: The Nipper’s Lullaby (Kurzfilm)
- 1912: The Gamblers (Kurzfilm)
- 1912: The Extension Table (Kurzfilm)
- 1912: The Foster Child (Kurzfilm)
- 1912: The Black Sheep (Kurzfilm)
- 1912: The Miracle (Kurzfilm)
- 1912: The Adventure of the Italian Model (Kurzfilm)
- 1912: The Red Barrier (Kurzfilm)
- 1912: The Face or the Voice (Kurzfilm)
- 1912: Lord Browning and Cinderella (Kurzfilm)
- 1912: The Dawning (Kurzfilm)
- 1912: Adam and Eve (Kurzfilm)
- 1912: All for a Girl (Kurzfilm)
- 1912: A Leap Year Proposal (Kurzfilm)
- 1912: The Night Before Christmas (Kurzfilm)
- 1912: Following the Star (Kurzfilm)
- 1912: Sue Simpkins’ Ambition (Kurzfilm)
- 1912: Days of Terror (Kurzfilm)
- 1912: A Woman (Kurzfilm)
- 1913: The Two Purses (Kurzfilm)
- 1913: The Locket; or, When She Was Twenty (Kurzfilm)
- 1913: That College Life (Kurzfilm)
- 1913: Red and White Roses
- 1913: A Birthday Gift (Kurzfilm)
- 1913: The House in Suburbia (Kurzfilm)
- 1913: The Golden Hoard; or, Buried Alive (Kurzfilm)
- 1913: Cutey and the Chorus Girls (Kurzfilm)
- 1913: There’s Music in the Hair (Kurzfilm)
- 1913: The Stronger Sex (Kurzfilm)
- 1913: Hearts of the First Empire (Kurzfilm)
- 1913: A Soul in Bondage (Kurzfilm)
- 1913: Vampire of the Desert (Kurzfilm)
- 1913: Bunny and the Bunny Hug (Kurzfilm)
- 1913: The Only Veteran in Town (Kurzfilm)
- 1913: The Heart of Mrs. Robins (Kurzfilm)
- 1913: His House in Order; or, The Widower’s Quest (Kurzfilm)
- 1913: The Diamond Mystery (Kurzfilm)
- 1913: My Lady of Idleness (Kurzfilm)
- 1913: The Lady and the Glove (Kurzfilm)
- 1913: Ivanhoe
- 1913: The Anarchist (Kurzfilm)
- 1913: The Child Stealers of Paris (Kurzfilm)
- 1913: Time Is Money (Kurzfilm)
- 1913: Mr. and Mrs. Innocence Abroad (Kurzfilm)
- 1913: Love or a Throne (Kurzfilm)
- 1914: Watch Dog of the Deep (Kurzfilm)
- 1914: Absinthe (Kurzfilm)
- 1914: The Doctor’s Deceit (Kurzfilm)
- 1914: The Price of Sacrilege (Kurzfilm)
- 1914: The Flaming Diagram (Kurzfilm)
- 1914: The Silver Loving Cup (Kurzfilm)
- 1914: Out of the Far East (Kurzfilm)
- 1914: The Sea Coast of Bohemia (Kurzfilm)
- 1914: Neptune’s Daughter
- 1914: Through the Snow (Kurzfilm)
- 1914: On the Chess Board of Fate (Kurzfilm, Verschollen)
- 1914: Love and a Lottery Ticket (Kurzfilm)
- 1914: His Last Chance (Kurzfilm)
- 1914: Across the Atlantic (Kurzfilm)
- 1914: The Old Rag Doll (Kurzfilm)
- 1914: When the World Was Silent (Kurzfilm)
- 1914: Jim Webb, Senator (Kurzfilm)
- 1914: The Upper Hand (Kurzfilm)
- 1914: The Man Who Knew (Kurzfilm)
- 1914: Fine Feathers Make Fine Birds (Kurzfilm)
- 1914: His Dominant Passion (Kurzfilm)
- 1914: His Wedded Wife (Kurzfilm)
- 1914: The Senator’s Brother (Kurzfilm)
- 1914: The Man That Might Have Been (Kurzfilm)
- 1914: An Affair for the Police (Kurzfilm)
- 1915: The Slightly Worn Gown (Kurzfilm)
- 1915: For Another’s Crime (Kurzfilm)
- 1915: Hearts to Let (Kurzfilm)
- 1915: The Millionaire’s Hundred Dollar Bill (Kurzfilm)
- 1915: The Radium Thieves (Kurzfilm)
- 1915: The Return of Maurice Donnelly (Kurzfilm)
- 1915: The Way of the Transgressor (Kurzfilm)
- 1915: The Dawn of Understanding (Kurzfilm)
- 1915: The Romance of a Handkerchief (Kurzfilm)
- 1915: Dorothy (Kurzfilm)
- 1915: The Gods Redeem (Kurzfilm)
- 1915: The Ruling Power (Kurzfilm)
- 1915: Saints and Sinners (Kurzfilm)
- 1915: A Question of Right or Wrong (Kurzfilm)
- 1916: Tried for His Own Murder (Kurzfilm)
- 1916: The Road of Many Turnings (Kurzfilm)
- 1916: A Caliph of the New Bagdad (Kurzfilm)
- 1916: Primal Instinct (Kurzfilm)
- 1916: Lights of New York (Kurzfilm)
- 1916: Would You Forgive Her? (Kurzfilm)
- 1916: The Bond of Blood (Kurzfilm)
- 1916: The Harbor of Happiness (Kurzfilm)
- 1916: The Eyes of Love (Kurzfilm)
- 1916: The People vs. John Doe
- 1917: The Old Toymaker (Kurzfilm)
- 1917: The Devil’s Pay Day
- 1917: Old Faithful (Kurzfilm)
- 1917: A Woman of Clay (Kurzfilm)
- 1917: One Law for Both
- 1917: Sins of Ambition
- 1917: The Fringe of Society
- 1917: A Sunset
- 1918: Moral Suicide
- 1918: Life or Honor?
- 1918: Wolves of Kultur
- 1919: The Echo of Youth (Verschollen)
- 1919: As a Man Thinks
- 1919: The Volcano
- 1919: The Capitol
- 1920: Cynthia of the Minute
- 1921: The Heart Line
- 1921: The Bride’s Confession
- 1922: Don’t Doubt Your Wife
- 1922: When the Devil Drives
- 1922: When Husbands Deceive
- 1923: Is Divorce a Failure?
- 1923: Destroying Angel
- 1923: The Miracle Makers
- 1924: Fangs of the Wolf
- 1925: The Unnamed Woman
- 1927: Should a Mason Tell? (Kurzfilm)
- 1927: Their Second Honeymoon (Kurzfilm)
- 1927: King Harold (Kurzfilm)
- 1941: Keine Blumen für O’Hara (Bullets for O'Hara)
- 1941: Die Rächer von Missouri (Bad Men of Missouri)
- 1941: Herzen in Flammen (Manpower)
- 1941: Mit einem Fuß im Himmel (One Foot in Heaven)
- 1941: Blues in the Night
- 1941: The Body Disappears
- 1941: Dangerously They Live
- 1942: Der Mann, der zum Essen kam (The Man Who Came to Dinner)
- 1942: Agenten der Nacht (All Through the Night)
- 1942: Kings Row
- 1942: Thema: Der Mann (The Male Animal)
- 1942: Lady Gangster
- 1942: Winning Your Wings (Dokumentarfilm, Kurzfilm)
- 1942: Yankee Doodle Dandy
- 1942: Der große Gangster (The Big Shot)
- 1942: The Daughter of Rosie O’Grady (Kurzfilm)
- 1942: Secret Enemies
- 1942: Busses Roar
- 1943: Truck Busters
- 1943: In die japanische Sonne (Air Force)
- 1943: Einsatz im Nordatlantik (Action in the North Atlantic)
- 1943: This Is the Army
- 1943: Die Wacht am Rhein (Watch on the Rhine)
- 1943: Thank Your Lucky Stars
- 1943: Liebeslied der Wüste (The Desert Song)
- 1944: Die Abenteuer Mark Twains (The Adventures of Mark Twain)
- 1944: Make Your Own Bed
- 1944: The Last Ride
- 1945: Pillow to Post
- 1945: Solange ein Herz schlägt (Mildred Pierce)
- 1946: My Reputation
- 1946: Shadow of a Woman
- 1946: Hier irrte Scotland Yard (The Verdict)
- 1946: Humoreske (Humoresque)
- 1949: Ein Fall für Detektiv Landers (Homicide)
- 1949: Venus am Strand (The Girl from Jones Beach)
- 1949: Blondes Gift (Flaxy Martin)
- 1950: Frauengeheimnis (Three Secrets)
- 1950: The Man Who Cheated Himself
- 1951: Goodbye, My Fancy
- 1954: Die unglaubliche Geschichte der Gladys Glover (It Should Happen to You)
- 1955: How to Be Very, Very Popular
- 1956: In 80 Tagen um die Welt (Around the World in 80 Days)
- 1957: The Phantom Stagecoach
- 1957: Reif für den Galgen (The Hard Man)
- 1958: 77 Sunset Strip (Fernsehserie, 1 Folge)

Drehbuchautorin
- 1912: A Humble Hero
- 1912: A Woman
- 1922: When Husbands Deceive
- 1926: Shadow of the Law
- 1926: Der Gefangene auf der Teufelsinsel (Devil’s Island)
- 1927: The Return of Boston Blackie
- 1933: Jungle Bride
- 1943: Air Force